# 小行星1879
小行星1879（1879 Broederstroom）是一颗绕太阳运转的小行星，为主小行星带小行星。该小行星于1935年10月16日发现。
該小行星以南非的村莊布羅德斯特魯姆命名。

## 轨道参数
小行星1879的轨道半长轴为2.2454912 UA，离心率为0.149。